# Ericus Erici Sorolainen

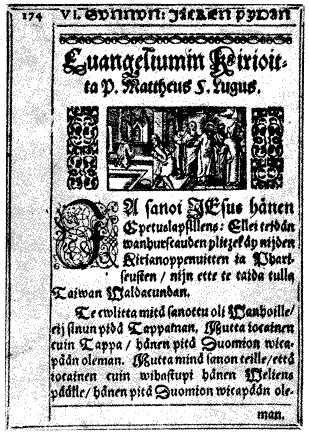
Sida ur Ericus Erici Sorolainens postilla

Ericus Erici (Erik Eriksson, kallade sig från 1587 ibland "Ericus de Sorola" gör att han efter sin död fått efternamnet Sorolainen), född cirka 1546 i Letala, död i april 1625 i Åbo, var en kyrkoman.

## Biografi
Ericus Erici var son till kyrkoherden i Letala Ericus Jacobi, och bror till faderns efterträdare Gregorius Erici som undertecknade Uppsala mötes beslut. Enligt Ericus Ericis son härstammade släkten från Ungern, uppger Jully Ramsay, och hade tidigare hetat Brandini.
Ericus Erici studerade från 1573 i Tyskland och vann magistergraden i Rostock. 1578 blev han rektor i Gävle samt utnämndes 1583 till biskop i Åbo. Den 8 september samma år vigdes han till ämbetet av ärkebiskop Andreas Laurentius Björnram, på katolskt vis.
Han understödde Johan III:s liturgi och strävan att åstadkomma en union med den katolska kyrkan och måste därför göra avbön vid Uppsala möte 1593, vars beslut han underskrev. Även andra präster som antagit den av Johan 1576 utgivna "röda boken" måste göra avbön. Ericus Erici fängslades 1599 av hertig Karl bl.a. för påstådda katolska sympatier men frikändes. Han avsattes flera gånger av samma skäl, men togs åter till nåder och fick återgå till biskopsstolen. Han deltog i flera riksdagar, däribland i riksdagen 1610 i Örebro då en ny skollag antogs.
Ericus Erici översatte kyrkohandboken till finska 1614, utgav en större och en mindre katekes, en postilla (1621–25) och den första psalmboken på finska. 
Ericus Erici fick 1587 frälsefrihet på två hemman i Letala, och upprättade då Sorola säteri. Hans första hustru var syster till domprosten i Västerås Salomon Birgeri, med vilken han hade sonen Ericus Erici junior som konverterade till katolicismen och bosatte sig i Rom. Ericus Erici dog i april 1625 och begravdes I Åbo domkyrka i juni samma år.